# Logistique
Pour les articles homonymes, voir Logistique (homonymie).
 (juin 2015).
La logistique est l'activité qui a pour objet de gérer les flux physiques, et les données (informatives, douanières et financières) s'y rapportant, dans le but de mettre à disposition les ressources correspondant à des besoins (plus ou moins) déterminés en respectant les conditions économiques et légales prévues, le degré de qualité de service attendu, les conditions de sécurité et de sûreté réputées satisfaisantes.
Pour le Council of Supply Chain Management Professionnals, la logistique se définit comme : « l'intégration de deux ou plusieurs activités dans le but d'établir des plans, de mettre en œuvre et de contrôler un flux efficace de matières premières, produits semi-finis et produits finis, de leur point d'origine au point de consommation. Ces activités peuvent inclure -sans que la liste soit limitative- le type de service offert aux clients, la prévision de la demande, les communications liées à la distribution, le contrôle des stocks, la manutention des matériaux, le traitement des commandes, le service après vente et des pièces détachées, les achats, l'emballage, le traitement des marchandises retournées, la négociation ou la réutilisation d'éléments récupérables ou mis au rebut, l'organisation des transports ainsi que le transport effectif des marchandises, ainsi que l'entreposage et le stockage ».
Pour l'Association for Supply Chain Management (ASCM), la définition précédente est plutôt celle du Supply Chain Management. La logistique est définie comme « 1) Dans un contexte industriel, l'art et la science d'obtenir, produire et distribuer composants et produits au bon endroit et dans les quantités requises. 2) Dans un contexte militaire (qui est l'usage le plus fréquent), cela peut aussi inclure les mouvements de personnel ».
On peut également rappeler la définition du Littré : « La logistique est l'art d'approvisionner les armées en campagne ».

## Définition

### Finalités de la logistique
En 1996, Jean-Charles Bécour et Henri Bouquin, dans Audit opérationnel : Efficacité, efficience ou sécurité, distinguent trois finalités à la logistique.
La première finalité de la logistique se situe à court terme. Il s'agit d'optimiser les flux physiques de l'amont à l'aval, ce qui implique l'exploitation des prévisions commerciales et des carnets de commandes à très court terme, la définition des programmes d'approvisionnement et de production, la programmation des livraisons, la régulation de l'après-vente et la distribution des pièces de rechange ainsi que la continuité de l'exploitation par la mise en place d'un plan de maintenance.
La seconde finalité de la logistique se situe à moyen terme. À l'horizon des plans d'action et des budgets, la logistique vise à définir les actions qui permettent de contrôler les coûts logistiques des services que l'entreprise a choisi de développer (par exemple, si l'entreprise décide de mettre en place un processus de production fonctionnant selon le principe de la différenciation retardée, la logistique est censée appréhender et optimiser tous les paramètres de production et de stockage intervenant dans ce type d'organisation), de conseiller les dirigeants pour leur permettre de choisir les opérations que l'entreprise doit assurer en propre et celles qu'elle a intérêt à sous-traiter et de contribuer fortement à l'optimisation du coût de l'investissement ou du fonds de roulement de l'entreprise.
La troisième et dernière finalité de la logistique se situe à long terme. Dans cette perspective, la logistique cherche à aider l'organisation à maîtriser la complexité, l'incertitude et les délais résultant de la multiplication des couples produits-marchés, à actualiser en permanence la connaissance de l'impact que les aspects logistiques ont sur les coûts d'exploitation des clients et de l'organisation ainsi qu'à proposer - le cas échéant - à l'organisation un avantage concurrentiel en offrant à ses clients un service logistique optimal au coût le plus adapté et acceptable.

## Approches de la logistique

### Approches conceptuelles

#### Concepts liés à la logistique

##### Catégories, métiers
- Assemblage,
- Comanufacturing (ou kitting)
- Emballage,
- Suremballage (ou copacking, ou conditionnement à façon)
- Gestion informatique : gestion de la chaîne logistique
- Supply chain management,
- Gestion de la qualité,
- contrôle de la qualité,
- Gestion de la traçabilité,
- Transport,
- Transport point à point,
- Groupage-dégroupage,
- Point de dépôt,
- Flux tendu

Certaines universités et institutions académiques forment les étudiants à devenir des logisticiens, proposant des programmes de licence, master et doctorat. L’une des universités axées principalement sur la logistique est la Kühne Logistics University à Hambourg, en Allemagne. À but non lucratif, elle est soutenue par la Fondation Kühne, créée par l’entrepreneur en logistique Klaus-Michael Kühne.

##### Voies de communication empruntées
- Transports : gestion de flotte
- Transport terrestre
- Transport routier,
- Transport ferroviaire
- Transport aérien, Transport spatial
- Transport maritime
- Transport fluvial
- Transport multimodal

##### Selon ce qui est transporté
- Transport de marchandises

Transporteur routier de marchandises
Déménageur
Transport vrac
Transport citerne
Transport sous température dirigée :
Froid « positif » (produits réfrigérés)
Froid « négatif » (produits surgelés)
- Transport « messagerie »
- Transport de personnes
- Transport de fonds
- Transport d'objets de correspondance (courriers) : La Poste
- Transport divers

##### Ressources, moyens et outillages
- Communication, systèmes d'informations et supports d'informations

- code-barres EAN
- reconnaissance vocale
- radio-identification (RFID)
- progiciel de gestion intégré
- Enterprise resources planning
- WMS (Warehouse Management System)
- TMS (Transport Management System)
- WCS (Warehouse Control System)
- SCM (Supply Chain Managment)

- Ressources employées

- Énergie : électricité, gaz, carburant
- Immobilier : entrepôt
- Matériel d'emballage
- Matériel de manutention : transitique
- Matériel de transport : véhicules, navires, wagons, avions
- Matériel de stockage : palettier (ou rack), transstockeur
- Ressources humaines : cercle de qualité, conseil en logistique
- Supports et contenants : palette et carton

### Approches pratiques

#### En matière de situation et de rôle dans l'organisation

##### En amont du processus de production
Les activités amont comprennent :
- le développement (création ex nihilo ou modification de l'existant) et la recherche de sources d'approvisionnement(sourcing), dans ou à l'extérieur de l'entreprise cliente, par la mise en relation avec :
  - des fabricants aussi dénommés producteurs, industriels, fournisseurs (suppliers) ou sous-traitants (sub-contractors) ;
  - des prestataires de services, aussi dénommés sous-traitants ou encore commissionnaires de transport ou transporteurs ;
- les achats (purchasing) qui impliquent la notion de « contrat » et de « vendeur » (vendor) ;
- l'approvisionnement (procurement) qui induit la notion de « commande » (ouverte ou fermée) (order), de bons de commandes (à l'extérieur) (purchase order) ou de « demandes, bons ou ordres de fabrication, de livraison… » (à l'intérieur) et de fournisseurs (supplier) ;
- le transport amont et les opérations de douane[6], pour acheminer les marchandises (Produit fini ou matériaux, minerais, composants…) vers un point de stockage (notion de stock) ou une plateforme de préparation de commande (notion de Juste-à-temps ou flux tendu).

##### En aval du processus de production
Les activités aval comprennent :
- le stockage en entrepôt (entreposage) ;
- le suremballage (copacking), la constitution de kits ou de lots (kitting), le conditionnement à façon, l'adressage, etc. ;
- la préparation de commandes qui peut porter d'autres noms ;
  - la « répartition » pour les entreprises du secteur pharmaceutique (en incluant toutefois sous cette dénomination le « stockage » et le « transport aval ») ;
  - « l'éclatement » pour les entreprises du secteur alimentaire frais (qui représente un seul passage à quai sans stockage, avec répartition et rechargement immédiat de véhicules),
- le transport aval (après le lieu de stockage), qui se décompose en :
  - « traction », c'est-à-dire le transport jusqu'à un point de répartition ou d'éclatement ou de mise en tournée ;
  - « passage à quai », pour « éclater », « répartir » ou « mettre en tournée » sur d'autres véhicules ;
  - « distribution », c'est-à-dire le transport du « dernier kilomètre » (s'agissant généralement d'entreprises de livraisons avec des véhicules légers (véhicules de moins de 3,5 t de poids total en charge et/ou de livraisons urgentes ou de distribution (comme celle du courrier)), vers une entreprise (Business to business) ou vers un particulier (Business to consumer).

##### En retour du processus d'utilisation
On entend par « logistique retour » ou Reverse Logistics, la gestion de l'acheminement de marchandises, généralement hors d'usage, du point de fabrication (en l'occurrence, le consommateur final) jusqu'au point de réparation, de recyclage ou de destruction définitive et totale.
La gestion des flux retours est potentiellement un marché prometteur, parce qu'elle devrait, d'une part, permettre à terme, de recycler des matières premières de plus en plus rares (donc chères) et d'autre part parce qu'elle est source d'emplois.
Elle représente cependant une dépense supplémentaire, à court terme, pour les entreprises et les particuliers. Pour les inciter à alimenter ces flux retours, les pouvoirs publics de certains pays, comme la France, ont déjà instauré des taxes :
1. taxe de l'Agence de l'environnement et de la maîtrise de l'énergie (ADEME) (sur les produits d'emballages, payée par les entreprises) ;
2. écotaxe ou éco-participation (sur les produits électroménagers, ou des éléments d’ameublement, payée par ceux qui les achètent).

Dans ces deux cas, ce sont les entreprises qui jouent le rôle du percepteur et qui reversent la taxe à l'État, qu'elles n'aient ou qu'elles n'aient pas répercuté son coût à ses clients et aux consommateurs.
Cependant, les circuits logistiques et les circuits de recyclage des marchandises et des emballages sont loin, en 2007, d'être parvenus à leur maturité. Par exemple, de nombreux déchets qui auraient donné lieu à tri sélectif seraient malgré tout mixés à l'entrée de certaines centrales thermiques, afin de les alimenter avec des mélanges de matières combustibles de qualité conforme aux spécifications des fours. Comme il n'est pas certain que toutes les piles électriques usagées collectées par la distribution soient vraiment traitées par des structures adaptées.
À défaut d'inciter les consommateurs et les industriels à réduire les quantités d'emballage consommées et de matière détruites, les « taxes écologiques » ont au moins déjà le pouvoir de contribuer au financement des interventions de l'État en faveur de l'Écologie.

#### En termes de type de service apporté
Par catégories des marchandises transportées ou stockées :
- marchandises dangereuses[7] ;
- marchandises de forte valeur ou d'intérêt stratégique, dites « sensibles » ;
- marchandises impliquant la mise en œuvre de la chaîne du froid pour la sécurité alimentaire[8] ;
- animaux vivants…

Par réglementations applicables aux personnes, aux marchandises, aux biens et aux services pour les activités réglementées :
- mise sur le marché de produits pharmaceutiques ;
- transport, manipulation, stockage de matières dangereuses ;
- transports, stockage d'aliments ;
- toutes activités de transport…

Par méthodes de gestion rendues obligatoires par la réglementation :
- gestion de la traçabilité et gestion par lots ;
- gestion des dates limites de consommation ,
- gestion des températures de stockage ou de transport.

#### En termes de moyens mis en œuvre pour l'exploitation
Les systèmes d'exploitation :
- mise en place de systèmes de transitique ;
- suivi des véhicules par satellites ;
- gestion de parcs de matériels, et notamment suivi de la maintenance et des obligations légales (par exemple : sur chariot élévateur) ;
- préparation de commandes assistées par la voix « À la trace et à la voix »[9] ;
- systèmes informatiques de gestion des commandes, des productions, des stocks, des emplacements de stockage ;
- systèmes électroniques (systèmes anti-vols, reconnaissance par code-barres, identification par RFID…) ;
- systèmes mécaniques (robotique industrielle, convoyeurs, monte-charge…).

Les outils et les ressources pour exercer l'activité logistique :
- spécialistes à la recherche de terrains hébergeant ou pouvant héberger des zones industrielles et/ou logistiques ;
- spécialistes en immobilier, en construction ou en aménagement d'entrepôts de stockage ou de messagerie ;
- spécialistes des systèmes informatiques et des modules spécialisés des progiciels de gestion intégrés ou PGI (Entreprise Resources Planning ou ERP) : « Gestion des entrepôts » - Warehouse Management Systems / « Gestion du transport » / « Gestion des Achats » / « Gestion des approvisionnements » ou « Procurement »…
- spécialistes en gestion des ressources humaines, en management ;
- spécialistes en matériel de transport, de l'élément manutention, de stockage, d'emballage…

## Enjeux contemporains
Alors que l'adage « l'intendance suivra » a souvent justifié dans l'économie de pénurie d'après guerre la quasi-absence de la préoccupation logistique, la pression concurrentielle croissante que connaissent les marchés contemporains (concurrence par les prix mais aussi concurrence hors prix) a singulièrement fait évoluer les esprits :
- le progrès technique a permis de concevoir et de fabriquer des produits « techniquement » valides ;
- l'organisation scientifique de la production (via le taylorisme ou le toyotisme) a réduit les coûts de fabrication ;
- le marketing a contribué à mieux adapter les produits à la demande du marché.

Aujourd'hui, la discipline « Logistique » est apparue comme une occasion de faire mieux correspondre le service, au sens large du terme, aux besoins et attentes des clients :
- la notion de service devient tellement incontournable qu'il est de moins en moins envisageable d'offrir un produit hors d'un contexte de service rendu à l'un ou l'autre stade de l'échange (avant, pendant ou après la vente proprement dite) ;
- le coût de ce service peut être très important et peut fort bien représenter une part non négligeable, sinon majoritaire, du prix de revient du produit. La maîtrise de ce coût n'est pas assurée tant les différents éléments qui le composent dépendent de fonctions qui agissent indépendamment les unes des autres, sans coordination ou supervision appropriées.

### Logistique et système d'information
La gestion de la chaîne logistique (supply chain management en anglais, SCM) désigne le sous-domaine du système d'information qui répond aux besoins spécifiques des opérateurs logistiques de gestion de la chaîne d'approvisionnement, prévision, planification, magasinage, transports, etc..
Pour ce faire, le SCM est conduit à :
- entretenir à ce titre des liens très forts avec le système d'information de l'entreprise et en particulier avec le progiciel de gestion intégré (PGI ou ERP en anglais) de l'entreprise s'il existe ;
- mobiliser un grand nombre de données et de flux d'informations associés, convenablement organisés et mis à disposition par le biais d'un stockage approprié sous forme de BDD ;
- offrir une palette de traitements et d'applications logicielles, en phase avec les besoins particuliers des opérateurs logistiques (la notion de traçabilité ou de suivi en temps réel fournissant de bons exemples des exigences à servir).

De nos jours, le secteur de la logistique bénéficie grandement de L’internet des objets (IdO). Des données en temps réel sur les produits et les véhicules peuvent être recueillies en combinant des éléments reliés entre eux, tels que des capteurs, des étiquettes RFID et des systèmes de suivi. La chaîne d'approvisionnement peut être gérée plus efficacement et avec une meilleure visibilité grâce à cette connectivité, qui accroît également la sécurité en réduisant les risques de perte ou de vol.

### Logistique et développement durable
La logistique, et plus particulièrement la gestion de la chaîne logistique, commencent à être étudiées sous l'angle du développement durable depuis les années 2000.
La recherche de solutions pour une logistique durable passe par des réflexions sur l'organisation des transports terrestres de marchandises. La France s'est dotée, depuis le début des années 1990, d'un outil de coordination des incitations pour la recherche et le développement des transports terrestres : le Programme de recherche et d'innovation des transports terrestres (Predit). Les questions d'énergie et d'environnement font l'objet du groupe opérationnel 1 de Predit, et les questions de logistique et de transport de marchandises font l'objet du groupe opérationnel 4 de Predit.
La logistique et le transport entretiennent des relations étroites avec l'information qui s'avère centrale quand la logistique s'engage dans une démarche durable. Cela recouvre plusieurs thématiques :
- la collecte des données relatives aux transports de marchandises en ville ;
- la promotion du concept de veille logistique durable ;
- l'évaluation carbone de la chaîne logistique et de la relation fournisseurs ;
- l'analyse de l'influence de la qualité des données utilisées dans les systèmes d'information sur la mutualisation des opérations logistiques de la filière industriels-commerçants-consommateurs ;
- la mesure des émissions de CO2 dans le domaine du transport routier.

Les études de logistique montrent que le coût du dernier km en ville représente plus de 20 % du coût total de la chaîne. Il est donc primordial d'optimiser la logistique urbaine (ou logistique de proximité). En France, le ministère de l'Équipement a lancé en 1993 le programme national « Marchandises en ville » pour explorer des solutions de logistique urbaine.

Dans ce cadre, le vélo en général et le vélo cargo en particulier, apparaît de plus en plus comme une solution adaptée pour le transport de marchandises, en particulier sur le dernier km en ville. À tel point, que l'on parle parfois de « vélogistique », néologisme issu de « vélo » et « logistique », ou de cyclologistique. 

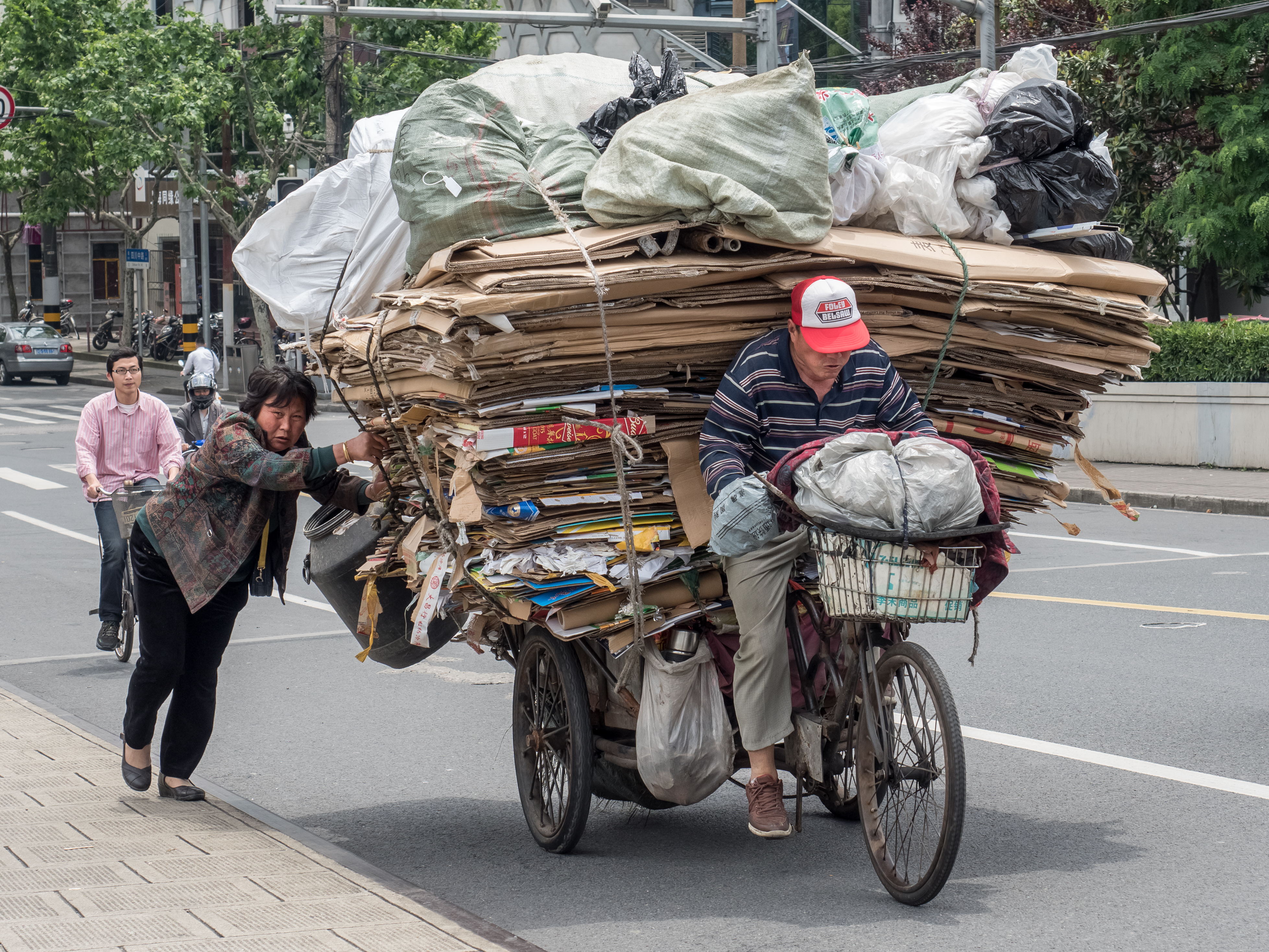
Transport par vélo de matériaux à recycler à Shanghai (2015).

Le commerce électronique présente une problématique de logistique spécifique, dans laquelle la livraison finale tient également une place importante. En France, le Sénat a mis en place en 2004 un groupe de travail pour étudier la logistique dans le cadre du commerce électronique. En effet, le développement de la vente à distance, rendu possible par l'Internet, tend à transformer en profondeur les problématiques de logistique.
En 2013, le programme européen Life + soutient le projet dit « LIFE+ Urbannecy » porté par le Cluster logistique Rhône-Alpes visant à « démontrer l'efficacité d'une approche intégrée innovante en matière de logistique urbaine qui implique une coopération entre les acteurs concernés, l’utilisation de nouveaux programmes de distribution et la mise en œuvre d’un certain nombre de mesures (réglementaires, organisationnelles, opérationnelles et technologiques). Cela devrait contribuer de manière efficace à la réduction des effets négatifs sur l’environnement urbain des processus logistiques actuels ».

### Logistique et numérique
Le numérique agit également de manière profonde sur les activités logistiques. Les outils numériques sont perçus par de nombreux acteurs du secteur logistique comme un levier d’amélioration de leur efficacité opérationnelle. Nicolas Raimbault souligne que le numérique constitue un facteur important du développement des activités logistiques d’aujourd’hui, en particulier du e-commerce, du développement du drive, et de la logistique du dernier kilomètre. Les services numériques étant de plus en plus nombreux et fréquents, les infrastructures nécessaires à pour y répondre se multiplient également : entrepôts, réseaux…

Nicolas Raimbault, chercheur sur les dynamiques de gouvernance urbaine, met également en avant que les plateformes numériques sont à l’origine d’une transformation importante de la nature et de l’organisation des services logistiques et de livraison. Par exemple, Amazon multiplie l’installation de petits entrepôts dans les villes, notamment des métropoles. Ces entrepôts, renommés par l’entreprise, « delivery stations », lui permettent de proposer des livraisons très rapides après les commandes des usagers, dans la journée. Aussi, l’entreprise a mis en place des consignes automatiques où les clients peuvent retirer leur colis de façon autonome. Le Covid-19 a certainement amplifié ce phénomène de « digitalisation du dernier kilomètre ». Depuis le début de la crise, de nombreuses enseignes multiplient le « ship from store ». Ces services leur permettent d’accroître la qualité du service rendu, puisque la livraison est plus rapide, et également de limiter les coûts logistiques et de transport. C’est donc toute la chaîne logistique qui mute sous l’effet du e-commerce.
Le domaine logistique fait face à de nouveaux challenge que ce soit la réduction des coûts, la réduction des retards, la baisse des émissions de CO2 et la satisfaction client c’est pourquoi il y a l’émergence des Intelligence Artificiel et de la modernisation du transport. Ces deux aspects sont de plus en plus utilisé pour permettre d’améliorer la chaine logistique et le transport. Cette technologie révolutionnaire permet une prise de décision plus rapide et plus précise, réduisant ainsi les coûts et améliorant la qualité du transport. De plus, les entreprises adoptent de plus en plus des moyens de transport qui respectent mieux les normes environnementales pour répondre aux exigences en matière de durabilité environnementale.

#### Ouvrages généralistes
- F. Berthélémy, Laurent Grégoire, J. Laurentie et C. Terrier, Processus et méthodes logistiques, Afnor, 2000, 1re éd. (ISBN 978-2-12465-412-3)
- Daniel Brun (dir.) et Frank Guérin (dir.), La logistique : Ses métiers, ses enjeux, son avenir, Caen, Éditions EMS, coll. « Regards sur la pratique », 2014, 408 p. (ISBN 978-2-84769-681-3)
- Pascal Lièvre, La logistique, Paris, La Découverte, coll. « Repères », 2007, 128 p. (ISBN 978-2-70714-625-0)
- Hervé Mathe et Daniel Tixier, La logistique, Paris, Presses universitaires de France, coll. « Que sais-je ? » (no 2351), 2014, 128 p. (ISBN 978-2-13063-228-3)
- Yves Pimor et Michel Fender, Logistique & Supply Chain, Malakoff, éditions Dunod, coll. « Technique et ingénierie », 2016, 7e éd. (1re éd. 1998), 496 p. (ISBN 978-2-10-074941-6) istanbul evden eve nakliyat

#### Ouvrages spécialisés
- Gilles Paché (dir.) et Alain Spalanzani (dir.), La Gestion des chaînes logistiques multi-acteurs : perspectives stratégiques, Grenoble, Presses universitaires de Grenoble, 2007, 256 p. (ISBN 978-2-70611380-2)
- Gilles Paché (dir.), Images de la logistique : Éclairages managériaux et sociétaux, Marseille, Presses universitaires d'Aix-Marseille, 2017, 293 p. (ISBN 978-2-7314-1068-6)